# Хоровий стрій
Хорови́й стрій — один з найважливіших елементів вокально-хорової техніки, що передбачає точне інтонування інтервалів у мелодичному та гармонічному видах.  
Стрій в умовах вільного інтонування є зонним, зона визначається як область, у межах якої звук або інтервал може мати різні числові вираження (у вигляді частоти звукових коливань), зберігаючи при цьому свою інтонаційну якість та назв. 
Розрізняють мелодичний (використовується для виконання мелолій у мажорних і мінорних ладах) та гармонічний (використовується в акордовій фактурі) хорові строї. Мелодичний стрій передбачає таку закономірність інтонування ступенів ладу:
| Мажорний лад | ступінь     | I | II | III | IV | V | VI | VII |
| ------------ | ----------- | - | -- | --- | -- | - | -- | --- |
| Мажорний лад | інтонування | - | ↑  | ↑   | ↓  | - | ↑  | ↑   |
| мінорний лад | ступінь     | I | II | III | IV | V | VI | VII |
| мінорний лад | інтонування | - | ↑  | ↓   | ↑  | - | ↓  | ↑   |

Всі зменшені інтервали інтонуються в бік звуження, а збільшені інтервали - в бік розширення. 
Гармонічний стрій є менш вільним, гнучким, ніж мелодичний,і тому інтонується більш строго.   У чистих інтервалах обидва звуки інто нуються стійко. При виконанні великих інтервалів нижній звук залишається стійким, верхній — передбачає деяке «підтягування» вгору. При виконанні малих інтервалів - нижній залишається стійким, а верхній подається тупіше. Зменшені та збільшені інтервали інтонуються з прагненням відповідно до двостороннього звуження або розширення. 